# Nồng độ mol
Nồng độ mol (tiếng Anhː molar concentration, molarity, amount concentration hoặc substance concentration) là đại lượng đo lượng chất tan trên một đơn vị thể tích dung dịch. Trong hóa học, đơn vị phổ biến nhất được sử dụng của nồng độ mol là mol trên lít (mol/L) hoặc mol/dm3 theo đơn vị SI và ký hiệu là M. Dung dịch có nồng độ 1 mol/L được gọi là 1 molar hay 1 M.

## Định nghĩa
Nồng độ mol được biểu thị bằng đơn vị mol chất tan trong một lít dung dịch. Để sử dụng rộng rãi trong nhiều lĩnh vực, nó được định nghĩa là lượng chất hòa tan trên một đơn vị thể tích dung dịch, hoặc trên một đơn vị thể tích có sẵn của chất hóa học, được biểu thị bằng chữ thường {\displaystyle c} (viết tắt của concentration - nồng độ) hay CM (để phân biệt với nồng độ phần trăm - C%)ː
{\displaystyle c={\frac {n}{V}}={\frac {N}{N_{\text{A}}\,V}}={\frac {C}{N_{\text{A}}}}.}
Trong đó, {\displaystyle n} là lượng chất tan tính bằng mol, {\displaystyle N} là số lượng các hạt cấu thành có trong thể tích {\displaystyle V} (tính bằng lít) của dung dịch và {\displaystyle N_{\text{A}}} là hằng số Avogadro, kể từ năm 2019 được định nghĩa chính xác là 6,02214076×1023 mol−1. Tỉ lệ {\displaystyle {\frac {N}{V}}} là mật độ số lượng {\displaystyle C}.
Trong nhiệt động lực học, việc sử dụng nồng độ mol thường không thuận tiện vì thể tích của hầu hết các dung dịch phụ thuộc một chút vào nhiệt độ do sự nở vì nhiệt. Vấn đề này thường được giải quyết bằng cách đưa vào các hệ số hiệu chỉnh nhiệt độ hoặc bằng cách sử dụng một thước đo nồng độ độc lập với nhiệt độ như nồng độ molan.

### Nồng độ chính tắc
Nếu một thực thể phân tử tan trong dung dịch, nồng độ mol đề cập đến công thức hóa học ban đầu trong dung dịch, còn khi đề cập đến các phần tử sau khi phân ly ra thì sử dụng khái niệm nồng độ chính tắc (tiếng Anhː formality concentration FA hoặc analytical concentration cA). Ví dụ, nếu một dung dịch natri carbonat (Na
2CO
3) có nồng độ ban đầu là c (Na
2CO
3) = 1 mol/L, nồng độ chính tắc là c (Na+
) = 2 mol/L và c (CO2−
3) = 1 mol/L vì muối Na
2CO
3 phân ly thành các ion này.

## Các đơn vị
Trong Hệ đo lường quốc tế (SI), đơn vị nhất quán cho nồng độ mol là mol/m3. Tuy nhiên, điều này không thuận tiện cho hầu hết các mục đích phòng thí nghiệm và hầu hết các tài liệu hóa học thường sử dụng mol/dm3 hay mol/L. Đơn vị truyền thống này thường được gọi là molar và được ký hiệu bằng chữ M, ví dụ:
mol/m3 = 10−3 mol/dm3 = 10−3 mol/L = 10−3 M = 1 mM = 1 mmol/L.
Để tránh nhầm lẫn với tiền tố SI khác là mega có cùng cách viết tắt, chữ M được viết hoa nhỏ ᴍ hoặc chữ M in nghiêng cũng được sử dụng trong các tạp chí khoa học và sách giáo khoa.
Các đơn vị kèm tiếp đầu ngữ khác như milimolar bao gồm đơn vị đứng sau các tiền tố SI:
| Tên      | Viết tắt | Nồng độ                 | Nồng độ  |
| Tên      | Viết tắt | (mol/L)                 | (mol/m3) |
| -------- | -------- | ----------------------- | -------- |
| millimol | mM       | 10−3                    | 100=1    |
| micromol | μM       | 10−6                    | 10−3     |
| nanomol  | nM       | 10−9                    | 10−6     |
| picomol  | pM       | 10−12                   | 10−9     |
| femtomol | fM       | 10−15                   | 10−12    |
| attomol  | aM       | 10−18                   | 10−15    |
| zeptomol | zM       | 10−21                   | 10−18    |
| yoctomol | yM       | 10−24 (6 hạt trên 10 L) | 10−21    |

## Đại lượng liên quan

### Mật độ số lượng
Sự chuyển đổi từ nồng độ mole sang mật độ số luợng (number concentration) {\displaystyle C_{i}} được liên hệ bởi công thứcː
{\displaystyle C_{i}=c_{i}N_{\text{A}},}
trong đóː {\displaystyle N_{\text{A}}} là hằng số Avogadro.

### Nồng độ khối lượng
Sự chuyển đổi từ nồng độ mol sang nồng độ khối lượng (mass concentration) {\displaystyle \rho _{i}} được tính bằng công thứcː
{\displaystyle \rho _{i}=c_{i}M_{i},}
trong đó {\displaystyle M_{i}} là khối lượng mol của thành phần {\displaystyle i}.

### Tỷ lượng mol
Việc chuyển đổi nồng độ mol thành tỷ lượng mol (mole fraction) {\displaystyle x_{i}} được liên hệ bởi công thứcː
{\displaystyle x_{i}=c_{i}{\frac {\overline {M}}{\rho }},}
trong đó {\displaystyle {\overline {M}}} là khối lượng mol trung bình của dung dịch, {\displaystyle \rho } là khối lượng riêng của dung dịch.
Khi xem xét tổng nồng độ mol, cụ thể là tổng nồng độ mol của tất cả các thành phần của hỗn hợp thì có công thức như sauː
{\displaystyle x_{i}={\frac {c_{i}}{c}}={\frac {c_{i}}{\sum _{j}c_{j}}}.}

### Tỷ lượng khối lượng
Việc chuyển đổi thành tỷ lượng khối lượng (mass fraction) {\displaystyle w_{i}} có công thức như sauː
{\displaystyle w_{i}=c_{i}{\frac {M_{i}}{\rho }}.}

### Nồng độ molan
Đối với dung dịch hai thành phần, sự liên hệ nồng độ mol và nồng độ molan (molality) {\displaystyle b_{2}} làː
{\displaystyle b_{2}={\frac {c_{2}}{\rho -c_{1}M_{1}}},}
trong đó dung môi là chất 1, và chất tan là chất 2.
Đối với các dung dịch có nhiều hơn một chất tan, công thức như sauː
{\displaystyle b_{i}={\frac {c_{i}}{\rho -\sum _{j\neq i}c_{j}M_{j}}}.}

## Tính chất

### Tổng nồng độ mol
Tổng nồng độ mol được tính bằng khối lượng riêng của hỗn hợp chia cho khối lượng mol của hỗn hợp, hay còn có tên gọi khác là nghịch đảo thể tích mol của hỗn hợp.

### Tổng của tích nồng độ mol và thể tích mol riêng phần
Tổng của tích các đại lượng này bằng một:
{\displaystyle \sum _{i}c_{i}{\overline {V_{i}}}=1.}

### Sự phụ thuộc vào khối lượng
Nồng độ mol phụ thuộc vào sự biến thiên thể tích của dung dịch chủ yếu do sự nở vì nhiệt. Trên những khoảng nhiệt độ nhỏ, hệ số nở khối được tính như sauː
{\displaystyle c_{i}={\frac {c_{i,T_{0}}}{1+\alpha \Delta T}},}
trong đó {\displaystyle c_{i,T_{0}}} là nồng độ mol ở nhiệt độ chuẩn, {\displaystyle \alpha } là hệ số nở vì nhiệt của hỗn hợp.

## Phạm vi tham chiếu cho các xét nghiệm máu
Phạm vi tham chiếu (khoảng tham chiếu) cho xét nghiệm máu là tập hợp các giá trị được chuyên gia y tế sử dụng để diễn giải tập hợp kết quả xét nghiệm y tế từ các mẫu máu. Phạm vi tham chiếu cho các xét nghiệm máu được nghiên cứu trong lĩnh vực hóa học lâm sàng (còn được gọi là sinh hóa lâm sàng, bệnh lý hóa học hoặc sinh lý học máu) va các lĩnh vực bệnh lý thường liên quan đến phân tích chất dịch cơ thể.
Kết quả xét nghiệm máu phải luôn được giải thích bằng phạm vi tham chiếu do phòng thí nghiệm thực hiện xét nghiệm cung cấp.
Hình sau cho biết phạm vi tham chiếu các kết quả xét nghiệm máu được sắp xếp theo nồng độ mol: